# Línea 31 (EMT Valencia)
La línea 31 Poeta Querol - La Malvarosa de EMT de Valencia es una línea de autobús que une la playa de la Patacona (Alboraya) y el barrio de la Malvarosa, con la Estación Joaquín Sorolla

## Recorrido
Dirección Estació Joaquín Sorolla
Sale desde la avenida Mare Nostrum, Avenida Blasco Ibáñez (Alboraya), avenida de la Malva-Rosa, calle de la Reina, calle Pintor Ferrandis, calle Antonio Juan, calle María Blas de Lezo, avenida Blasco Ibáñez, calle General Elio, plaza de Tetuán, calle de la Paz, plaza del ayuntamiento, calle Xàtiva, calle Pare Jofré, gran vía Fernando el Católico, calle Bailén y Estació Joaquin Sorolla
Dirección La Malva - Rosa - La Patacona
Sale desde la estación de Joaquín Sorolla, calle Sant Vicent Màrtir, Plaça Espanya, Calle Periodista Azzati, Calle de les Barques, calle Pintor Sorolla, plaza Alfonso el Magnánimo, Glorieta, Doctor Moliner, avenida Blasco Ibáñez, calle Marino Blas de Lezo, calle del Pintor Ferrandis, calle Doctor Lluch, calle Cavite y avenida Mare Nostrum.

## Historia
Su itinerario primitivo iba de la Malvarosa, hasta la plaza de Tetuán, que más tarde, el día 3 de febrero de 1965 fue ampliado su recorrido hasta la calle Poeta Querol. Desde Primado Reig, tenía una bifurcación hasta la calle Poeta Asins, en el Barrio de Benimaclet, que fue eliminada con la entrada en funcionamiento de la línea 70 en 1967. En abril de 1972 se transforma en línea de agente único. En 1977 ajustó su itinerario a las modificaciones del Paseo al Mar. Recorría en ida y vuelta siempre el Camino del Cabañal, pero al quedar este en una sola dirección, fue desviado por Blasco Ibáñez en dirección a la Malvarrosa, hacia 1997. El 3 de marzo del 2000 amplió su recorrido hasta la playa de la Patacona, y el 8 de julio estira el recorrido por la Avda. Mare Nostrum hasta la rotonda del Paseo Marítimo de Alboraya. Fue la última línea en tener los Pegaso 6420. El 2 de octubre de 2000 cambia su itinerario. El 26 de mayo de 2005 deja de pasar por Padre Antón Martín, para volver al centro por Av. Malvarrosa-Reina. El 1 de enero de 2007 modifica su itinerario, yendo directo por Blasco Ibáñez, abandonando la zona de Primado Reig. El 2 de febrero de 2009 cambia su itinerario por la zona de La Patacona en Alboraya, subiendo por Blasco Ibáñez, a buscar Mare Nostrum. El 5 de noviembre de 2012, reduce su trayecto en la zona de La Patacona, limitando en la calle Mar Tirreno.. El 26 de julio de 2016 debido a la reordenación de líneas hay tres
cambios: El primero es que en dirección a la Patacona desde el Pont de l'Exposició pasa a seguir recto por la calle Armando Palacio Valdés y Doctor Moliner y Blasco Ibáñez cuando hasta ese momento lo hacía por Alameda, General Elío y Blasco Ibáñez. El segundo cambio es que en ambas direcciones deja de pasar por la calle José María Haro cambiando a la calle María Blas de Lezo. Por último en dirección Patacona deja de meterse por la Calle Progreso 
y lo hace Por Doctor Lluch y ir directamente a la calle Cavite. En septiembre de 2016 debido al acuerdo entre el alcalde de la ciudad Joan Ribó y la consellera Mª José Salvador retoma el itinerario por la zona de la Patacona que se había recortado el año 2012.
Para el año 2023, con la reordenación de diversas líneas por el centro, la línea es ampliada hasta la Estación de Joaquín Sorolla

## Series Asignadas
|                    | 1991 | 1992 | 1993 | 1994 | 1995 | 1996 | 1997 | 1998 | 1999 | 2000 | 2001 | 2002 | 2003 | 2004 | 2005 | 2006 | 2007 | 2008 | 2009 | 2010      | 2011 | 2012 | 2013 | 2014 | 2015 | 2016 | 2017 | 2018 | 2019 | 2020 | 2021 | 2022 | 2023        |
| ------------------ | ---- | ---- | ---- | ---- | ---- | ---- | ---- | ---- | ---- | ---- | ---- | ---- | ---- | ---- | ---- | ---- | ---- | ---- | ---- | --------- | ---- | ---- | ---- | ---- | ---- | ---- | ---- | ---- | ---- | ---- | ---- | ---- | ----------- |
| CANTIDAD AUTOBUSES | 6    | 6    | 7    | 7    | 7    | 7    | 7    | 7    | 7    | 7    | 8    | 8    | 8    | 8    | 7    | 7    | 7    | 7    | 7    | 7         | 7    | 7    | 7    | 7    | 7    | 7    | 7    | 7    | 7    | 6    | 6    | 6    | 7 / 8       |
| SERIE              | 3000 | 3000 | 3000 | 4000 | 3000 | 3000 | 3000 | 3000 | 3000 | 3000 | 3000 | 3000 | 3000 | 3000 | 4000 | 4000 | 5000 | 5200 | 5200 | 5200/6100 | 6100 | 6100 | 6100 | 6100 | 6100 | 7100 | 7100 | 7100 | 7100 | 7100 | 6400 | 7000 | 7000 / 6400 |

## Otros datos
| Líneas de autobuses que prestan servicio en Valencia |               |                  |
| Línea anterior:                                      | Línea actual: | Línea siguiente: |
| 30 Línea 30                                          | 31 Línea 31   | 32 Línea 32      |